# Circus (singel Britney Spears)
Circus – drugi singiel Britney Spears pochodzący z jej szóstego studyjnego albumu pt. Circus (2008). Piosenka została skomponowana przez Dr. Luke i Bennego Blanco. „Circus” został oficjalnie ogłoszony jako drugi singiel 31 października 2008 roku na oficjalnej stronie internetowej artystki. Jest to pierwszy singiel Spears, który zadebiutował w pierwszej trójce zestawienia Billboard Hot 100. Łącznie sprzedano około 3 500 000 egzemplarzy singla.

## Teledysk
Teledysk miał swoją światową premierę 4 grudnia 2008 roku w programie Entertainment Tonight. Klip przedstawia wokalistkę tańczącą i przechadzającą się po tytułowym cyrku.

## Produkcja
- Wokal: Britney Spears
- Pozostałe wokale: Claude Kelly, Cathy Dennis, Myah Marie
- Producenci: Dr. Luke, Benny Blanco
- Gitara: Dr. Luke
- Keyboard: Benny Blanco, Dr. Luke

## Listy przebojów
| Państwo                  | Notowanie (2008)              | Pozycja           | Sprzedaż singla   | Certyfikat        |                   |                   |                   |                   |                   |                   |                   |                   |                   |
| Notowania krajowe        | Notowania krajowe             | Notowania krajowe | Notowania krajowe | Notowania krajowe | Notowania krajowe | Notowania krajowe | Notowania krajowe | Notowania krajowe | Notowania krajowe | Notowania krajowe | Notowania krajowe | Notowania krajowe | Notowania krajowe |
| ------------------------ | ----------------------------- | ----------------- | ----------------- | ----------------- | ----------------- | ----------------- | ----------------- | ----------------- | ----------------- | ----------------- | ----------------- | ----------------- | ----------------- |
| Brazylia                 | Top 100 Singles               | 1                 |                   |                   |                   |                   |                   |                   |                   |                   |                   |                   |                   |
| Stany Zjednoczone        | U.S. Billboard Hot 100        | 3                 | 2.000.000+        | 2x Platyna        |                   |                   |                   |                   |                   |                   |                   |                   |                   |
| Kanada                   | Canadian Hot 100              | 2                 |                   |                   |                   |                   |                   |                   |                   |                   |                   |                   |                   |
| Australia                | Australian ARIA Singles Chart | 6                 | 70.000+           | Platyna           |                   |                   |                   |                   |                   |                   |                   |                   |                   |
| Nowa Zelandia            | New Zealand Singles Chart     | 4                 | 7.500+            | Złoto             |                   |                   |                   |                   |                   |                   |                   |                   |                   |
| Turcja                   | Turkey Top 20 Chart’          | 1                 |                   |                   |                   |                   |                   |                   |                   |                   |                   |                   |                   |
| Japonia                  | Japan Hot 100 Charts          | 38                |                   |                   |                   |                   |                   |                   |                   |                   |                   |                   |                   |
| Rosja                    | Top 100 Singles               | 30                |                   |                   |                   |                   |                   |                   |                   |                   |                   |                   |                   |
| Dania                    | Top 40 Singles                | 9                 | 7.500+            | Złoto             |                   |                   |                   |                   |                   |                   |                   |                   |                   |
| Irlandia                 | Irish Singles Chart           | 12                |                   |                   |                   |                   |                   |                   |                   |                   |                   |                   |                   |
| Finlandia                | Finish Singles Chart          | 17                |                   |                   |                   |                   |                   |                   |                   |                   |                   |                   |                   |
| Norwegia                 | Top 20 Singles                | 15                |                   |                   |                   |                   |                   |                   |                   |                   |                   |                   |                   |
| Szwecja                  | Swedish Top 60 Singles        | 6                 |                   |                   |                   |                   |                   |                   |                   |                   |                   |                   |                   |
| Wielka Brytania          | UK Singles Chart              | 13                |                   |                   |                   |                   |                   |                   |                   |                   |                   |                   |                   |
| Notowania Międzynarodowe |                               |                   |                   |                   |                   |                   |                   |                   |                   |                   |                   |                   |                   |
| Świat                    | United World Chart            | 7                 | 3.500.000         | Platyna           |                   |                   |                   |                   |                   |                   |                   |                   |                   |
| Europa                   | European Hot 100              | 33                |                   |                   |                   |                   |                   |                   |                   |                   |                   |                   |                   |

### United World Chart[2]
| Pozycja (Sprzedaż tygodniowa) | 8 (185,000)  | 14 (153,000) | 15 (147,000) | 13 (225,000) | 13 (190,000) | 13 (180,000) | 10 (192,000) | 11 (183,000) | 7 (184,000) | 8 (184,000) |
| Sprzedaż całkowita            | 185,000+     | 338,000+     | 485,000+     | 710,000+     | 900,000+     | 1,080,000+   | 1,272,000+   | 1,455,000+   | 1,639,000+  | 1,823,000+  |
| Tydzień                       | 11           | 12           | 13           | 14           | 15           | 16           | 17           | 18           | 19          | 20          |
| Pozycja (Sprzedaż tygodniowa) | 11 (177,000) | 11 (173,000) | 9 (179,000)  | 9 (182,000)  | 11 (155,000) | 11 (145,000) | 14 (127,000) | 22 (110,000) | 24 (92,000) | 32 (80,000) |
| Sprzedaż całkowita            | 2,000,000+   | 2,173,000+   | 2,352,000+   | 2,534,000+   | 2,689,000+   | 2,834,000+   | 2,961,000+   | 3,071,000+   | 3,163,000+  | 3,243,000+  |
| Tydzień                       | 21           | 22           | 23           | 24           | 25           | 26           | 27           | 28           | 29          | 30          |
| Pozycja (Sprzedaż tygodniowa) | 34 (66,000)  | 37 (63,000)  | -            | -            | -            | -            | -            | -            | -           | -           |
| Sprzedaż całkowita            | 3,309,000+   | 3,372,000+   | –            | –            | –            | –            | –            | –            | –           | –           |